# جامعة برانديز
جامعة براندايس (بالإنجليزية: Brandeis University)‏ هي جامعة خاصة في والتهام تأسست عام 1948، تقع في الجزء الشرقي من دولة أمريكا ماساتشوستس. في عام 2005 كان يبلغ عدد الطلاب المسجلين 5.000. هذه المدرسة العليا هي عضو في رابطة الجامعات الأميركية، سُميت تيمناً بلويس برانديز.

## أعلام
- أليكس
- مارجريت راي

## وصلات خارجية
- جامعة برانديز على موقع الموسوعة البريطانية (الإنجليزية)
- جامعة برانديز على موقع قاعدة بيانات برودواي على الإنترنت (الإنجليزية)

- موقع الجامعة